# Эдер, Георг Кристиан
Георг Кристиан Эдер фон Ольденбург (нем. Georg Christian Oeder von Oldenburg; 1728—1791) — немецкий и датский ботаник и врач, создатель ботанического атласа Flora Danica.

## Биография
Георг Кристиан Эдер родился 3 февраля 1728 года в немецком городе Ансбах.
Учился на врача в Гёттингенском университете, в 1749 году получил степень доктора медицины. В 1752 году переехал из Германии в Данию. С 1754 по 1770 Эдер был королевским профессором ботаники в Копенгагенском университете. С 1755 по 1760 он несколько раз посещал Норвегию. В 1766 году Эдер начал издавать фундаментальную работу Flora Danica, законченную лишь через 123 года. В 1773 году Георг Кристиан был назначен губернатором в датском княжестве Ольденбург. В 1788 году Эдер стал дворянином.
Георг Кристиан Эдер умер 28 января 1791 года в Ольденбурге.

## Некоторые научные работы
- Oeder, G.Ch. (1764—1766). Einleitung zu der Kräuterkenntniss. 2 vols., 464 p.
- Oeder, G.Ch. (1764—1766). Elementa botanicae. 2 vols., 382 p.
- Oeder, G.Ch. (1764—1766). Indledning til Plante-Laeren. 2 vols., 402 p.
- Oeder, G.Ch.; Müller, O.F. (1766—1777). Flora Danica. vol. 1—4.
- Oeder, G.Ch. (1769). Nomenclator botanicus. 231 p.
- Oeder, G.Ch. (1770). Enumeratio plantarum florae danicae. 112 p.
- Oeder, G.Ch. (1770). Verzeichniss zur der Flora danica. 137 p.

## Роды, названные в честь Г. К. Эдера
- Oedera Crantz, 1768, nom. rej. [syn.  Dracaena Vand. ex L., 1768]
- Oedera L., 1771, nom. cons.